# Landkreis Regen

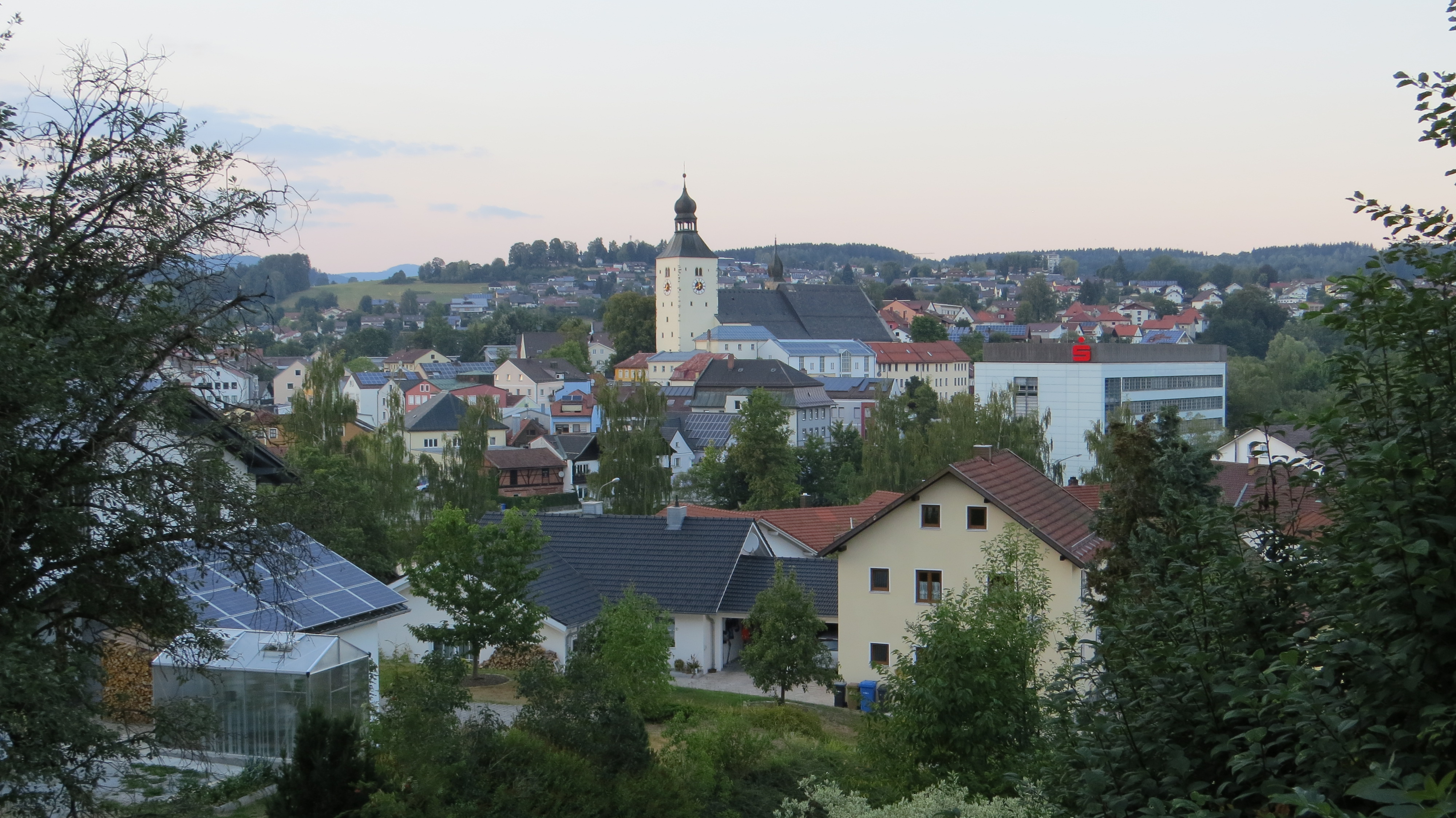
Kreisstadt Regen

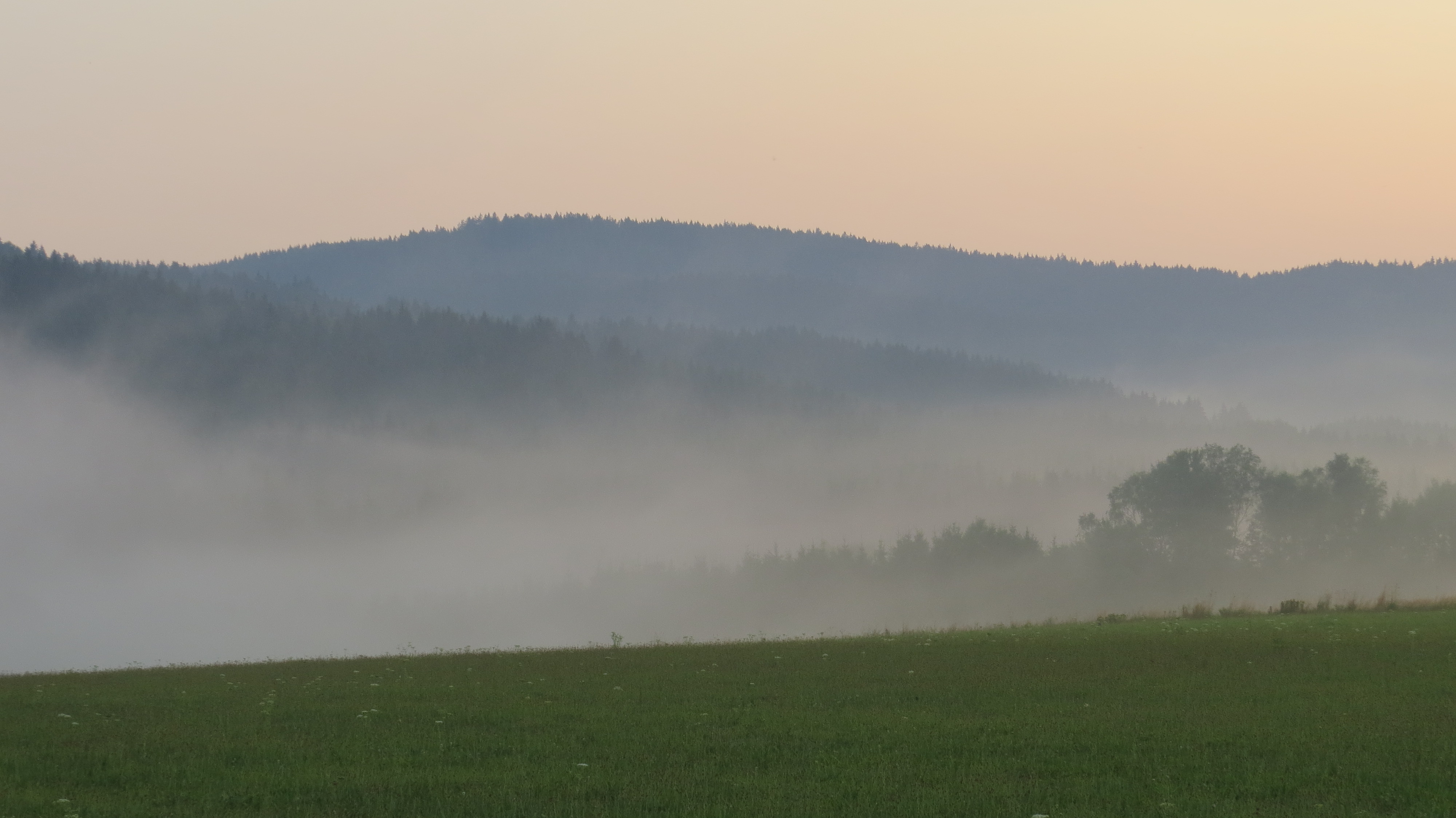
Landschaft bei Frauenau

Der Landkreis Regen ist der nördlichste Landkreis des bayerischen Regierungsbezirks Niederbayern. Im Norden grenzt er an die Oberpfalz, im Nordosten an Tschechien.

## Geographie

### Lage
Das Kreisgebiet wird ganz vom Bayerischen Wald bedeckt, der hier aus dem so genannten Inneren und dem Vorderen Bayerischen Wald besteht. Zwischen beiden liegt der Pfahl, eine aus Quarzgestein bestehende Landschaft. Die höchste Erhebung des Bayerischen Waldes, der Große Arber, liegt an der nördlichen Kreisgrenze zum Landkreis Cham. Landkreis und Kreisstadt sind nach dem Fluss Regen benannt, dessen Quellfluss Schwarzer Regen das Kreisgebiet von Ost nach West in einem weiten Bogen durchzieht. Der Schwarze Regen entsteht wiederum aus zwei Quellflüssen, dem Kleinen und dem Großen Regen, die sich in Zwiesel, im Osten des Landkreises vereinigen.

### Nachbarkreise
Der Landkreis grenzt gegen den Uhrzeigersinn im Norden beginnend an die Landkreise Cham, Straubing-Bogen, Deggendorf und Freyung-Grafenau. Im Nordosten und Osten grenzt er an den tschechischen Verwaltungsbezirk Region Pilsen (Plzeňský kraj).

## Geschichte

### Landgerichte
Das Gebiet des Landkreises Regen gehörte schon vor 1800 zu Bayern. 1803 wurden die Landgerichte Regen und Viechtach errichtet. Das Landgericht Viechtach gehörte zunächst zum Regenkreis, ab 1810 zum Unterdonaukreis, zu dem das Landgericht Regen bereits vorher gehörte. 1838 wurde der Unterdonaukreis in Niederbayern umbenannt.

### Bezirksämter
Im Jahr 1862 wurde aus den beiden Landgerichten jeweils ein Bezirksamt gebildet.

### Landkreise
Am 1. Januar 1939 wurde wie sonst überall im Deutschen Reich die Bezeichnung Landkreis eingeführt. So wurden aus den Bezirksämtern die Landkreise Regen und Viechtach.

### Landkreis Regen
Im Rahmen der Gebietsreform in Bayern wurden am 1. Juli 1972 die beiden Landkreise Regen und Viechtach sowie die Gemeinde Lohberg aus dem aufgelösten Landkreis Kötzting zum heutigen Landkreis Regen vereinigt. Am 1. Mai 1978 wechselten die Gemeinde Wettzell, die in die Stadt Kötzting eingemeindet wurde, und die Gemeinde Lohberg in den Landkreis Cham. Gleichzeitig wechselte die Gemeinde Niederndorf aus dem Landkreis Cham in den Landkreis Regen und wurde nach Arnbruck eingemeindet.

### Einwohnerentwicklung

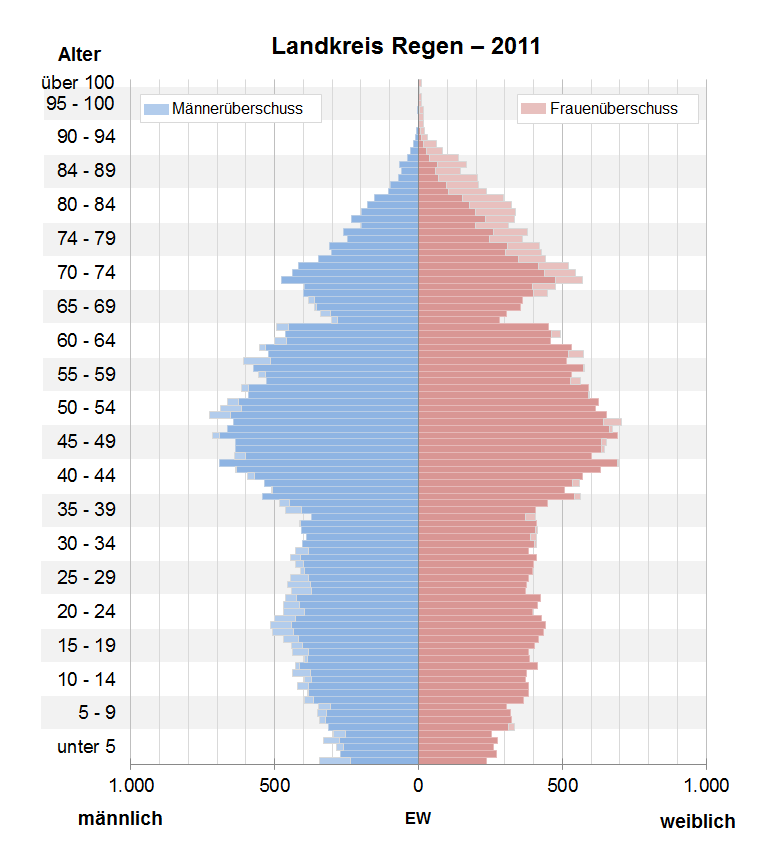
Bevölkerungspyramide für den Kreis Regen (Datenquelle: Zensus 2011.)

Von 1988 bis 2008 wuchs der Landkreis Regen um knapp 3000 Einwohner bzw. um rund 4 %. Seit 2002 ist die Tendenz nach einem Höchststand von rund 82.700 Einwohnern rückläufig.
Zwischen 1988 und 2018 wuchs der Landkreis von 76.869 auf 77.656 um 787 Einwohner bzw. um 1 %.
Die nachfolgenden Zahlen beziehen sich auf den Gebietsstand vom 25. Mai 1987:
| Bevölkerungsentwicklung | Bevölkerungsentwicklung | Bevölkerungsentwicklung | Bevölkerungsentwicklung | Bevölkerungsentwicklung | Bevölkerungsentwicklung | Bevölkerungsentwicklung | Bevölkerungsentwicklung | Bevölkerungsentwicklung | Bevölkerungsentwicklung | Bevölkerungsentwicklung | Bevölkerungsentwicklung | Bevölkerungsentwicklung | Bevölkerungsentwicklung | Bevölkerungsentwicklung |
| ----------------------- | ----------------------- | ----------------------- | ----------------------- | ----------------------- | ----------------------- | ----------------------- | ----------------------- | ----------------------- | ----------------------- | ----------------------- | ----------------------- | ----------------------- | ----------------------- | ----------------------- |
| Jahr                    | 1840                    | 1900                    | 1939                    | 1950                    | 1961                    | 1970                    | 1987                    | 1991                    | 1995                    | 2000                    | 2005                    | 2010                    | 2015                    | 2020                    |
| Einwohner               | 35.984                  | 49.091                  | 62.032                  | 80.857                  | 71.501                  | 74.470                  | 76.688                  | 80.584                  | 82.194                  | 82.512                  | 81.416                  | 78.953                  | 76.812                  | 77.313                  |

## Politik

### Kreistag
Das Ergebnis der Wahl zum Kreistag am 15. März 2020 führte zu folgender Sitzverteilung (mit Vergleich zur vorangegangenen Wahl 2014):
| Kreistagswahl 2020Wahlbeteiligung: 63,2 % (+2,8 %) %403020100 33,117,412,39,49,28,44,23,42,8n. k. CSUSPDFW/UFWcGFWdAfDGrüneÖDPIG FRhFDPDUjGewinne und Verlusteim Vergleich zu 2014 %p 14 12 10 8 6 4 2 0 −2 −4 −6 −8−10−12−5,6−3,3+12,3−2,4+9,2+1,6−1,7−0,2+1,1−10,9CSUSPDFW/UFWGFWAfDGrüneÖDPIG FRFDPDUAnmerkungen:c Freie Wähler Bayern/Unabhängige Freie Wählerd Gemeinschaft Freie Wählerh Interessensgemeinschaft Frauen-Regenj Die Unabhängigen | Sitzverteilung im Kreistag Regen seit 2020Insgesamt 60 Sitze - SPD: 10 - IG FR: 2 - Grüne: 5 - ÖDP: 2 - FDP: 2 - GFW: 6 - FW/UFW: 7 - CSU: 20 - AfD: 6 |

| Parteien und Wählergemeinschaften | Parteien und Wählergemeinschaften            | 2020   | 2020   | 2014   | 2014   | 2008   | 2008   | 2002   | 2002   | 1996   | 1996   |
| Parteien und Wählergemeinschaften | Parteien und Wählergemeinschaften            | %      | Sitze  | %      | Sitze  | %      | Sitze  | %      | Sitze  | %      | Sitze  |
| --------------------------------- | -------------------------------------------- | ------ | ------ | ------ | ------ | ------ | ------ | ------ | ------ | ------ | ------ |
| CSU                               | Christlich-Soziale Union in Bayern           | 33,1   | 20     | 38,7   | 23     | 40,5   | 25     | 44,8   | 28     | 39,7   | 25     |
| SPD                               | SPD Bayern                                   | 17,4   | 10     | 20,7   | 12     | 22,9   | 14     | 25,3   | 15     | 27,9   | 17     |
| FW/UFW                            | Freie Wähler Bayern/Unabhängige Freie Wähler | 12,3   | 07     | 0–     | 0–     | 0–     | 0–     | 0–     | 0–     | 0–     | 0–     |
| GFW                               | Gemeinschaft Freie Wähler                    | 9,4    | 06     | 11,8   | 07     | 11,6   | 07     | 9,8    | 06     | 9,9    | 06     |
| AfD                               | AfD Bayern                                   | 9,2    | 06     | 0–     | 0–     | 0–     | 0–     | 0–     | 0–     | 0–     | 0–     |
| Grüne                             | Grüne Bayern                                 | 8,4    | 05     | 6,8    | 04     | 5,9    | 03     | 5,1    | 03     | 6,9    | 04     |
| ÖDP                               | Ökologisch-Demokratische Partei              | 4,2    | 02     | 5,9    | 04     | 6,2    | 04     | 4,6    | 02     | 2,0    | 01     |
| IG FR                             | Interessensgemeinschaft Frauen-Regen         | 3,4    | 02     | 3,6    | 02     | 0–     | 0–     | 0–     | 0–     | 0–     | 0–     |
| FDP                               | FDP Bayern                                   | 2,8    | 02     | 1,7    | 01     | 2,2    | 01     | 0–     | 0–     | 0–     | 0–     |
| DU                                | Die Unabhängigen                             | 0–     | 0–     | 10,9   | 07     | 10,7   | 06     | 10,3   | 06     | 7,9    | 05     |
| REP                               | Die Republikaner                             | 0–     | 0–     | 0–     | 0–     | 0–     | 0–     | 0–     | 0–     | 4,7    | 02     |
| gesamt                            | gesamt                                       | 100,2  | 60     | 100,1  | 60     | 100,0  | 60     | 99,9   | 60     | 99,0   | 60     |
| Wahlbeteiligung                   | Wahlbeteiligung                              | 63,2 % | 63,2 % | 60,4 % | 60,4 % | 64,7 % | 64,7 % | 68,1 % | 68,1 % | 74,6 % | 74,6 % |

### Bezirksamtmänner (bis 1938) und Landräte (ab 1939)
- 1914–1925 Ludwig Schmitt
- 1925–1937 Karl Feigel
- 1938–1942 Gregor Hartl
- 1942–1945 Josef Fischer
- 1946–1948: Werner Haas, CSU
- 1948–1960: Max Köckeis, SPD
- 1960–1972: Max Binder, CSU
- 1972–1994: Helmut Feuchtinger, CSU
- 1994–2011: Heinz Wölfl, CSU (verstorben am 16. August 2011[8])
- 17. August 2011 bis 30. November 2011: Willi Killinger, CSU (kommissarisch)
- 1. Dezember 2011 bis 30. November 2017: Michael Adam, SPD
- 1. Dezember 2017 bis 30. November 2023: Rita Röhrl, SPD
- seit 1. Dezember 2023: Ronny Raith, CSU

### Bürgerentscheid
Am 8. Februar 2015 waren die Wahlberechtigten im Landkreis aufgerufen, in einem durch den Kreistag initiierten Bürgerentscheid über einen zweijährigen Probebetrieb der Reaktivierung der Bahnstrecke zwischen Gotteszell und Viechtach abzustimmen. Dabei sollte geklärt werden, ob sich der Landkreis bereit erklären soll, bei zu wenig Fahrgastbeteiligung während des Probebetriebs 10 % der anfallenden Kosten und parallel dazu die Wegekostenfreiheit für Schüler sicherzustellen. Sowohl die Reaktivierung der Bahnstrecke als auch der vom Kreisrat beschlossene Bürgerentscheid wurden in Internet-Medien als auch in Foren der Lokalzeitung heftig diskutiert. Bei der Abstimmung votierten die Wahlberechtigten mit einer Mehrheit von 63,9 % der abgegebenen Stimmen (bei einer Wahlbeteiligung von 20,9 %) für den Probebetrieb. In insgesamt 17 Gemeinden des Landkreises stimmten die Bürger für den Bürgerentscheid, in sieben Gemeinden stimmten sie dagegen. Mit Achslach, Geiersthal, Gotteszell, Patersdorf, Ruhmannsfelden, Teisnach, und Zachenberg waren dies ausnahmslos Gemeinden im Umfeld der Bahn. Größte Ablehnung des Entscheides gab es in Teisnach mit 66,42 % gegen den Probebetrieb. Größte Zustimmung gab es in Viechtach mit 85,69 % dafür. Diese Gemeinde war auch die einzige Anliegergemeinde der Bahnstrecke, die sich für den Probebetrieb aussprach. Obwohl das notwendige Quorum (15 % der Wahlberechtigten) nicht erreicht wurde, kündigte Landrat Adam an, das Wahlergebnis wie im Kreisrat festgelegt als bindend anzusehen.

### Wappen
| Wappen des Landkreises Regen | Blasonierung: „Unter Schildhaupt mit den bayerischen Rauten in Rot ein silberner Pfahl, darin eine bewurzelte grüne Fichte; vorne ein silbernes Kelchglas, hinten ein wachsender Zinnenturm.“ |
| Wappen des Landkreises Regen | |

Als inoffizielle Landkreisfahne wird eine weiß-blaue Flagge mit dem Landkreiswappen verwendet.

## Wirtschaft und Infrastruktur
Im Zukunftsatlas 2016 belegte der Landkreis Platz 305 von 402 Landkreisen, Kommunalverbänden und kreisfreien Städten in Deutschland und zählt damit zu den Regionen mit „Zukunftsrisiken“. Laut der Studie bietet er damit von allen Landkreisen in Bayern die fünft-schlechtesten Zukunftsperspektiven.

### Verkehr

#### Bahnverkehr
Die AG der Bayerischen Ostbahnen erschloss 1877 das Kreisgebiet durch die Bahnlinie Plattling – Deggendorf – Regen – Zwiesel – Bayerisch Eisenstein (Bayerische Waldbahn), die hier an die Österreichische Bahn (heute Tschechische Staatsbahn) anschloss.
Im Jahre 1890 kamen zwei Lokalbahnstrecken hinzu, die von der ersten Strecke abzweigen:
Die Bayerischen Staatseisenbahnen stellten von Zwiesel mit der Bahnstrecke Zwiesel–Grafenau die Verbindung nach Grafenau her, und eine Lokalbahn-AG führte eine Strecke von Gotteszell nach Viechtach.
Erst Jahrzehnte später, nämlich 1928, erfuhr das Eisenbahnnetz noch zwei Ergänzungen und umfasste nun ein Netz von 119 km Länge:
Die Lokalbahn-AG erweiterte ihre Linie von Viechtach nach Blaibach zur Bahnstrecke Gotteszell–Blaibach und firmierte fortan als  Regentalbahn AG (RAG), während die Deutsche Reichsbahn von Zwiesel aus die Bahnstrecke Zwiesel–Bodenmais baute.
Die Regentalbahn stellte 1991 den regelmäßigen Verkehr auf der Strecke von Gotteszell nach Blaibach ein, allerdings verkehren zwischen Gotteszell und Viechtach noch touristische Züge der „Wanderbahn im Regental e. V.“. Der Verein bemühte sich in Zusammenarbeit mit den Gemeinden und dem Landkreis um eine Wiederaufnahme des regulären Personenverkehrs auf dieser Strecke. Nach einigen Jahren Probebetrieb wurde 2024 beschlossen, auf der Strecke von Gotteszell nach Viechtach fortan wieder regulär Personenverkehr zu betreiben.
Die RAG übernahm unter der Bezeichnung „Waldbahn“ den Personenverkehr zunächst 1993 auf den beiden Zwieseler Zweigbahnen und ab 1997 auch auf der Hauptlinie Plattling–Bayerisch Eisenstein im Auftrag der DB Regio Bayern. Die Deutsche Bahn ist im Kreisgebiet weiterhin als Infrastrukturbetreiber vertreten. Seit Dezember 2013 ist die RAG als Ergebnis einer europaweiten Ausschreibung durch die BEG direkt mit der Erbringung des SPNV beauftragt. Im Dezember 2015 ging dieser Auftrag auf die Tochtergesellschaft Die Länderbahn über.

#### Öffentlicher Nahverkehr
Im Landkreis verkehren Regionalbusse der RBO, sowie private Buslinien, wie der Igelbus. Stadtbus-Linien existieren in Zwiesel, Regen und Viechtach (dort kostenlos). In der Gemeinde Kirchdorf wird ein Bürgerbus betrieben. Auf einzelnen Linien, insbesondere im westlichen Landkreis werden Anruf-Linien-Taxis eingesetzt. Neben den Haustarifen der Busunternehmen gelten in einzelnen aus- und einbrechende Linien die Tarife der Verkehrsgemeinschaften der jeweiligen Nachbarlandkreise, namentlich der VLC-Tarif für den Landkreis Cham, der VLD-Tarif für den Landkreis Deggendorf und der VLS-Tarif für den Landkreis Straubing-Bogen.
Im Landkreis gilt das Verbundticket Bayerwald-Ticket. In den Gemeinden Bayerisch Eisenstein, Frauenau (beide seit 1. Mai 2010), Lindberg (seit 1. August 2010), Zwiesel (seit 1. Juni 2010), Regen (seit 1. Dezember 2010) und Langdorf (seit 15. Januar 2011) gelten die Gästekarten als sogenanntes GUTi-Fahrschein im Landkreis sowie im Nachbarlandkreisen Freyung-Grafenau und Cham.

#### Straßen
Durch den Landkreis führen die Bundesstraßen 11 und 85. Daneben verbinden mehrere Staatsstraßen den Landkreis mit diesen Fernstraßen.

### Medien
Neben den überregionalen Medien veröffentlichen die Passauer Neue Presse mit dem Bayerwald-Boten und die Zeitungsgruppe Straubinger Tagblatt/Landshuter Zeitung mit dem Viechtacher Anzeiger Lokalzeitungen im Landkreis.

### Tourismus

#### Entwicklung
Der Tourismus im Landkreis Regen hatte seine Geburtsstunde bereits Ende des 19. Jahrhunderts mit der Gründung des Bayerischen Wald-Vereins. Jedoch erst ab den 1960er Jahren kam es zu einem verstärkten Tourismus in der Region. In gleichem Maße stieg auch die Zahl der Vermietungsbetriebe. Aktuell werden im Landkreis ca. 32.000 Betten angeboten.

#### Kenngrößen
2014 besuchten ca. 480.000 Urlaubsgäste den Landkreis. Insgesamt wurden 2,25 Mio. Übernachtungen in diesem Jahr gezählt. Ca. 15 % der vollzeitbeschäftigten Arbeitnehmer des Landkreises Regen arbeiten im Tourismus.

## Gemeinden
(Einwohner am 31. Dezember 2024)
| Städte 1. Regen (11.018) 2. Viechtach (8361) 3. Zwiesel (9059) Märkte 1. Bodenmais (3641) 2. Ruhmannsfelden (2023) 3. Teisnach (3000) Verwaltungsgemeinschaft 1. Ruhmannsfelden mit den Mitgliedsgemeinden Achslach, Gotteszell, Ruhmannsfelden (Markt) und Zachenberg Keine gemeindefreien Gebiete | Weitere Gemeinden 1. Achslach (969) 2. Arnbruck (2031) 3. Bayerisch Eisenstein (965) 4. Bischofsmais (3331) 5. Böbrach (1564) 6. Drachselsried (2375) 7. Frauenau (2659) 8. Geiersthal (2228) 9. Gotteszell (1148) 10. Kirchberg i.Wald (4392) 11. Kirchdorf i.Wald (2027) 12. Kollnburg (2734) 13. Langdorf (1836) 14. Lindberg (2259) 15. Patersdorf (1721) 16. Prackenbach (2759) 17. Rinchnach (3111) 18. Zachenberg (2056) |

### Gemeinden des Altlandkreises Regen
Vor dem Beginn der bayerischen Gebietsreform umfasste der Landkreis Regen am Ende der 1960er Jahre 26 Gemeinden:

Landkreis Regen, Gemeindegrenzenkarte von 1961

| - Abtschlag, heute zu Kirchdorf im Wald - Bärnzell, heute zu Zwiesel - Bayerisch Eisenstein (bis 1951 Eisenstein) - Bischofsmais - Bodenmais (Markt) - Brandten, heute zu Langdorf - Ellerbach, heute zu Rinchnach - Frauenau - Habischried, heute zu Bischofsmais - Hochdorf, heute zu Bischofsmais - Kasberg, heute zu Rinchnach - Kirchberg - Kirchdorf im Wald | - Klautzenbach, heute zu Zwiesel - Langdorf - Lindberg - March, heute zu Regen - Oberneumais, heute zu Regen - Rabenstein, heute zu Zwiesel - Raindorf, heute zu Kirchberg im Wald - Regen (Stadt) - Rinchnach - Rinchnachmündt, heute zu Regen - Schlag, heute zu Kirchdorf im Wald - Zell, heute zu Kirchberg im Wald - Zwiesel (Stadt) |

Die Gemeinde Bärndorf wurde am 1. April 1962 in die Stadt Regen eingemeindet. Die Gemeinde Eggenried folgte am 1. Juli 1964.

## Schutzgebiete
Im Landkreis gibt es 14 Naturschutzgebiete, drei Landschaftsschutzgebiete, 15 FFH-Gebiete und mindestens 50 vom Bayerischen Landesamt für Umwelt ausgewiesene Geotope (Stand August 2016).

## Kfz-Kennzeichen
Am 1. Juli 1956 wurde dem Landkreis bei der Einführung der bis heute gültigen Kfz-Kennzeichen das Unterscheidungszeichen REG zugewiesen. Es wird durchgängig bis heute ausgegeben.
Bis in die 1990er-Jahre erhielten Fahrzeuge aus dem Altkreis Viechtach Kennzeichen mit den Buchstabenpaaren KA bis ZZ und den Zahlen von 1 bis 99.
Ab dem 1. März 2018 besteht die Möglichkeit, das VIT des Altkreises Viechtach zu erhalten.